# پشته یخ‌رفتی

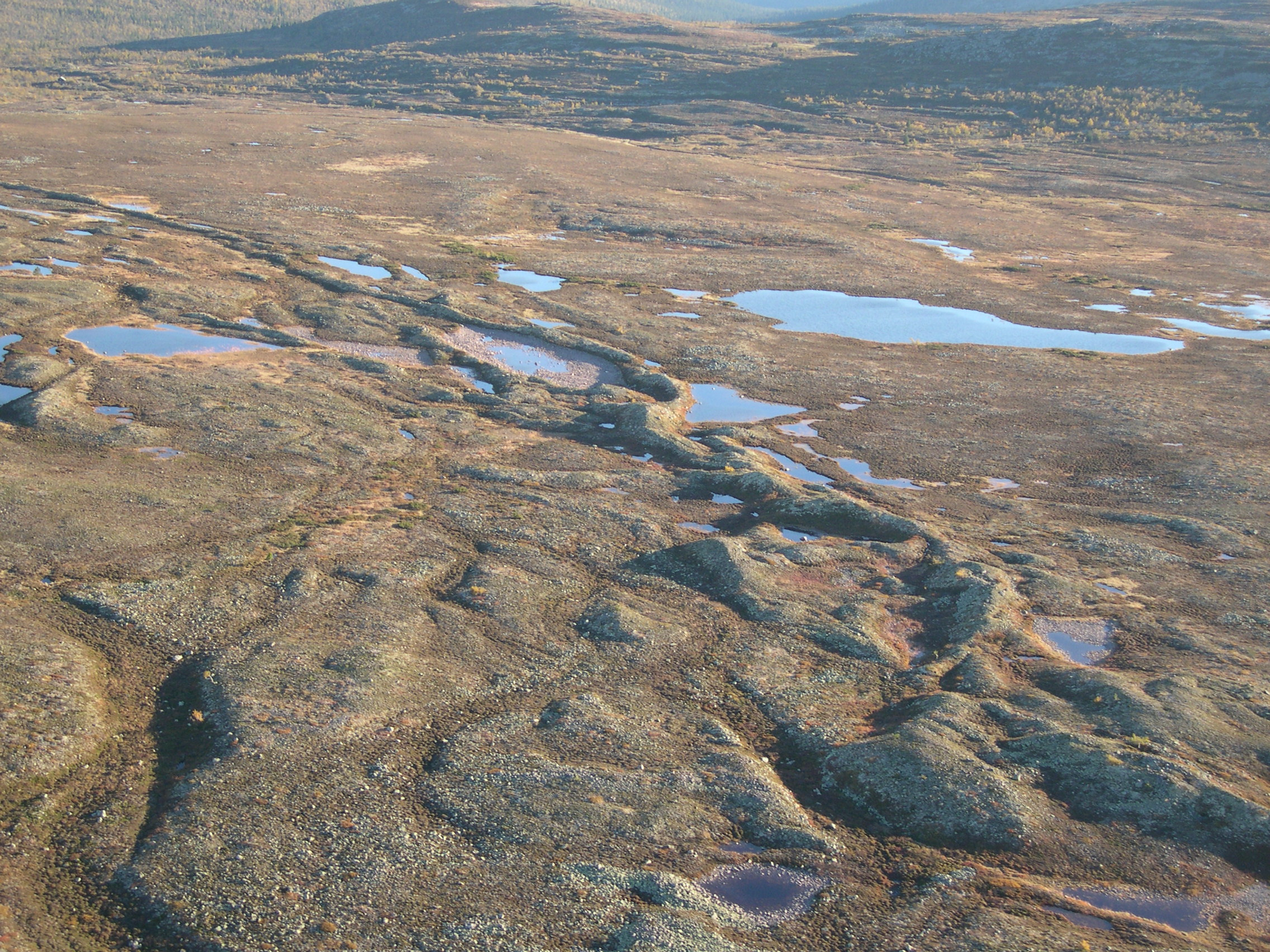
یک پشته یخ‌رفتی در فولوفیه‌لِت، غرب سوئد

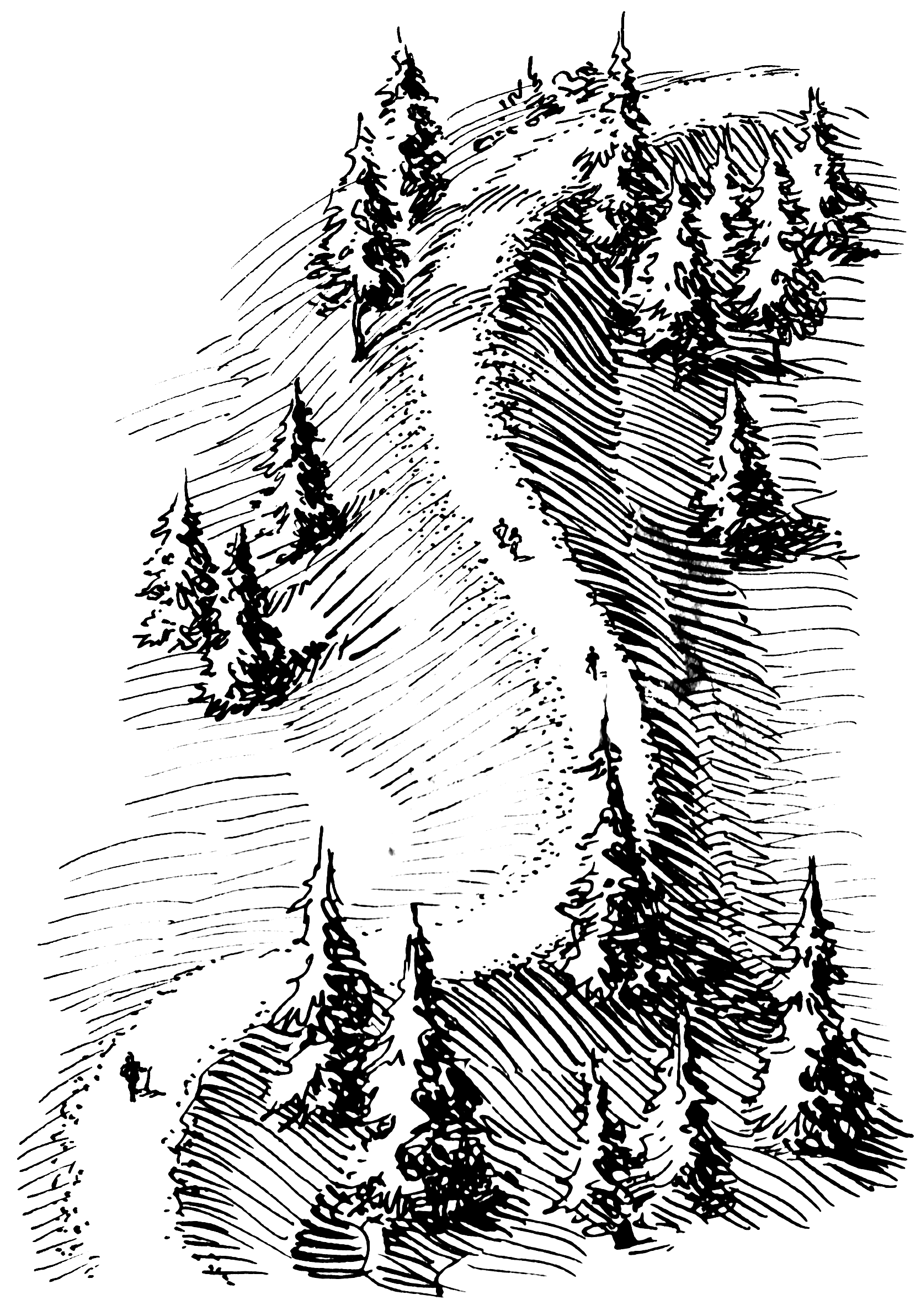
یک پشته یخ‌رفتی (اِسکِر) به عنوان مسیر پیاده‌روی استفاده می‌شود

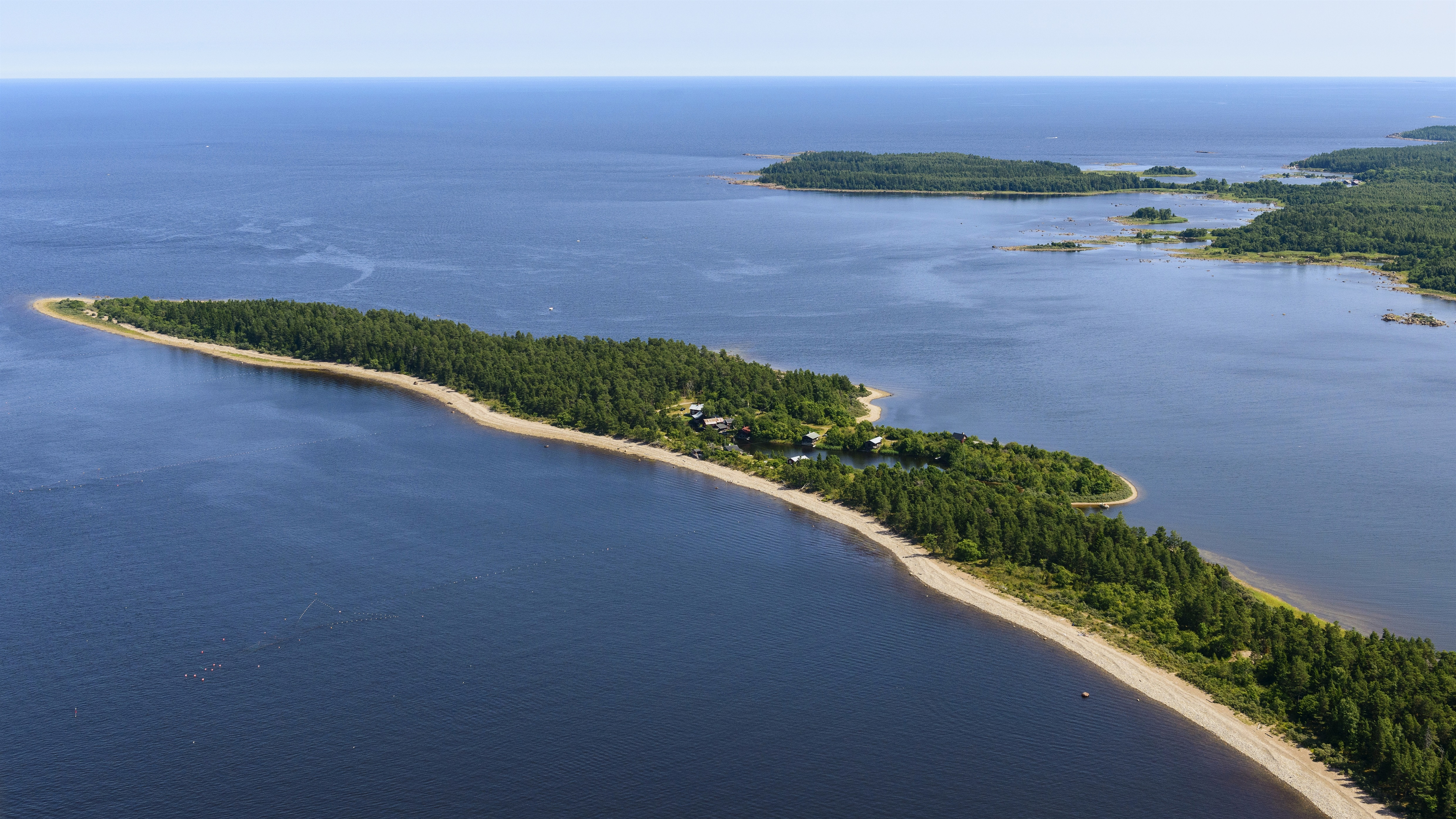
نمای هوایی یک پشته یخ‌رفتی نیمه‌غرق در بیلودن در شمال اوپلاند، سوئد. شکل توسط فرایندهای ساحلی اصلاح می‌شود.

پشته یخ‌رُفتی یا مارتپه (Esker) خط الراس طولانی و پیچ در پیچی از شن و ماسه چینه‌ای است که نمونه‌هایی از آن در مناطق یخبندان و سابقاً یخبندان اروپا و آمریکای شمالی رخ می‌دهد. پشته‌های یخ‌رفتی (ِاسکِرها) اغلب چندین کیلومتر طول دارند و به دلیل شکل یکنواخت خود، شبیه خاکریزهای راه‌آهن هستند.

## زمین‌شناسی
استدلال می‌شود که اکثر پشته‌های یخ‌رفتی در داخل دالان‌های یخی با دیواره‌های یخی توسط جریان‌هایی که در داخل و زیر یخچال‌های طبیعی جریان داشتند، تشکیل شده‌اند. این نوع تپه‌ها در حدود زمان حداکثر یخبندان، زمانی که یخچال آهسته و کندرو بود، تشکیل شده‌اند. پس از ذوب شدن دیواره‌های یخی حائل، رسوبات نهرها به صورت پشته‌های پیچ در پیچ طولانی باقی ماندند. اگر آب در یک لوله محصور تحت فشار باشد، مانند یک دالان طبیعی در یخ، می‌تواند در سربالایی جریان یابد.
پشته‌های یخ‌رفتی همچنین ممکن است در بالای یخچال‌ها با تجمع رسوب در کانال‌های فوق یخبندان، در یخ‌کافت‌ها، در مناطق خطی بین بلوک‌های راکد، یا در فروافتادگی‌های باریک در حاشیه یخچال‌ها تشکیل شوند. پشته‌های یخ‌رفتی در نزدیکی منطقه پایانی یخچال‌ها تشکیل می‌شوند، جایی که یخ به سرعت حرکت نمی‌کند و نسبتاً نازک است.

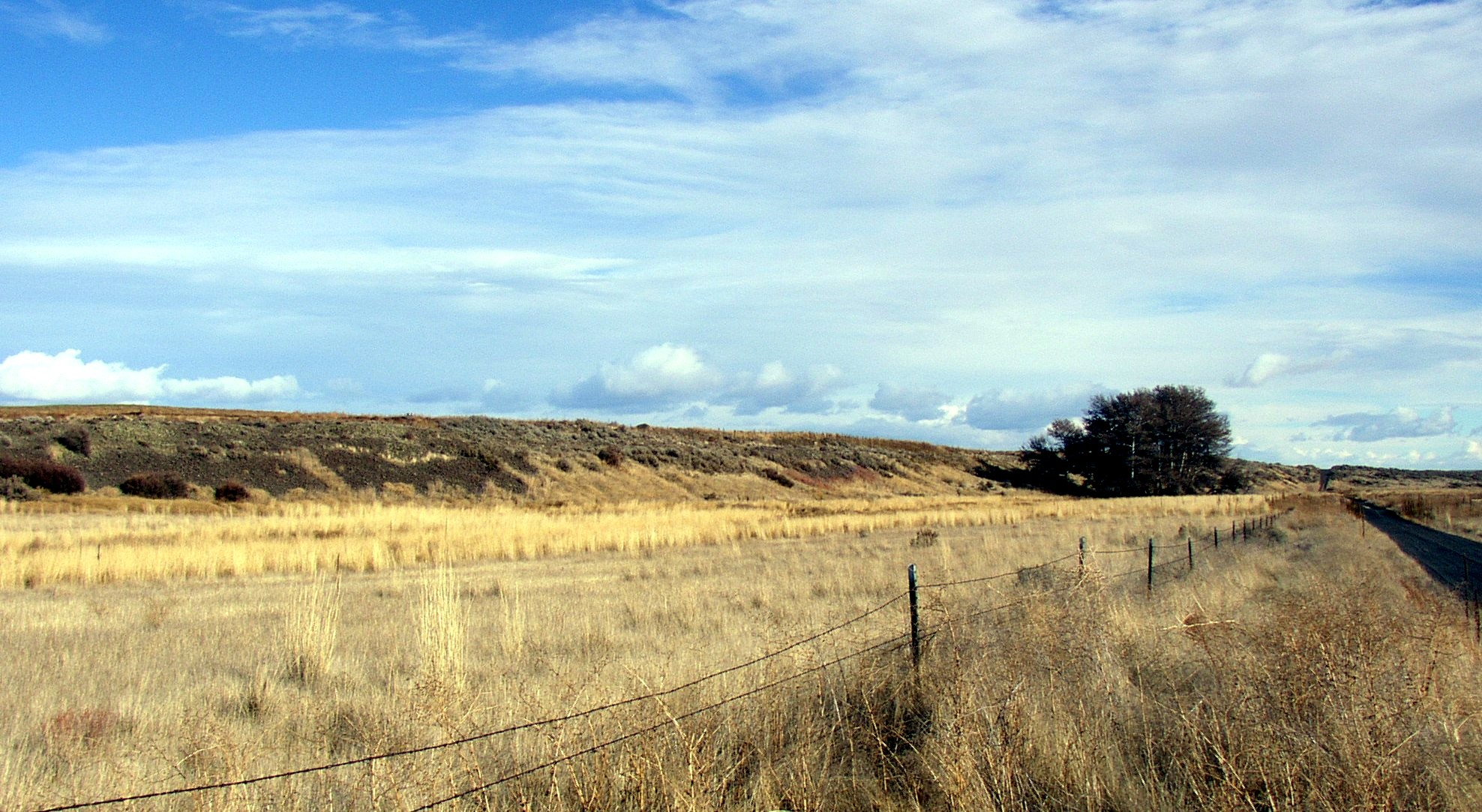
Esker در Sims Corner Eskers و Kames National Natural Landmark، واشینگتن، ایالات متحده. (درختان لبه پشته‌ یخ‌رفتی و جاده تک‌خطی که از پشته‌ یخ‌رفتی در سمت راست عکس می‌گذرد، مقیاس را نشان می‌دهد)

جریان خمیره‌ای و ذوب یخ پایه تعیین‌کننده اندازه و شکل دالان زیریخچالی است. این به نوبه خود شکل، ترکیب و ساختار پشته‌های یخ‌رفتی را تعیین می‌کند. پشته‌های یخ‌رفتی ممکن است به عنوان یک مجرا وجود داشته باشد، یا ممکن است بخشی از یک شبکه انشعاب با پشته‌های یخ‌رفتی ریزابه‌ای باشد. آنها اغلب به صورت برآمدگی‌های پیوسته یافت نمی‌شوند، اما دارای شکاف‌هایی هستند که بخش‌های پیچ‌خورده را از هم جدا می‌کند. تاج‌های برآمدگی پشته‌های یخ‌رفتی معمولاً برای مدت طولانی همسطح نیستند و عموماً برآمده هستند. پشته‌های یخ‌رفتی ممکن است دارای یال پهن یا تیز با اضلاع شیب‌دار باشند. طول آنها می‌تواند به صدها کیلومتر برسد و معمولاً ۲۰ تا ۳۰ متر ارتفاع دارند.
مسیر پشته‌های یخ‌رفتی توسط فشار آب نسبت به یخ پوشاننده کنترل می‌شود. به‌طور کلی، فشار یخ به حدی بوده‌است که به پشته‌های یخ‌رفتی اجازه می‌داد در جهت جریان یخبندان حرکت کنند، اما آنها را به پایین‌ترین نقاط ممکن مانند دره‌ها یا بستر رودخانه‌ها مجبور می‌کرد که ممکن است از مسیر مستقیم یخچال طبیعی منحرف شوند. این فرایند همان چیزی است که پشته‌های یخ‌رفتی گسترده‌ای را تولید می‌کند که می‌توان بر روی آنها جاده‌ها و بزرگراه‌ها ساخت. فشار کمتری که در مناطق نزدیک به حداکثر یخبندان رخ می‌دهد، می‌تواند باعث ذوب شدن یخ بر روی جریان رودخانه و ایجاد دالان‌هایی با دیواره‌های شیب‌دار و قوس‌های تیز شود.
غلظت بقایای سنگ در یخ و سرعت انتقال ته‌نشست‌ها به دالان از طریق ذوب شدن و حمل و نقل بالادست، میزان رسوب را بر پشته‌ یخ‌رفتی تعیین می‌کند. رسوبات به‌طور کلی از ماسه و ماسه با دانه درشت‌دانه تشکیل شده‌است، اگرچه لوم شنی ممکن است در جایی که بقایای سنگ غنی از خاک رس است یافت شود. این رسوب طبقه‌بندی و طبقه‌بندی شده‌است و معمولاً از موادی به اندازه سنگریزه / سنگفرش با تخته‌سنگ‌های گاه به گاه تشکیل شده‌است. لایه ممکن است نامنظم باشد، اما تقریباً همیشه وجود دارد، و لایه‌بندی مورب رایج است.
موارد مختلفی وجود دارد که پس از یخ‌زدایی، تپه‌های شنی داخلی در کنار پشته‌های یخ‌رفتی ایجاد شده‌است. این تپه‌های شنی اغلب در سمت بادگیر پشته‌های یخ‌رفتی یافت می‌شوند، اگر پشته‌های یخ‌رفتی موازی با بادهای غالب نباشد. نمونه‌هایی از تپه‌های شنی توسعه یافته بر روی اسکرها را می‌توان در لاپلند سوئد و فنلاند یافت.
دریاچه‌ها ممکن است در فرورفتگی‌های پشته‌های یخ‌رفتی تشکیل شوند. این دریاچه‌ها می‌توانند فاقد خروجی و ورودی سطحی بوده و در طول زمان دارای نوسانات شدیدی باشند.

## زیست پشته‌های یخ‌رفتی
پشته‌های یخ‌رفتی برای اکولوژی شمال کانادا بسیار مهم هستند. چندین گیاه که روی پشته‌ یخ‌رفتی رشد می‌کنند، از جمله ریشه خرس و توت خرس، غذای مهمی برای خرس‌ها و پرندگان آبزی مهاجر هستند. حیوانات از خرس خاکستری گرفته تا گرگ سرددشت و سنجاب‌های زمینی می‌توانند برای زنده ماندن در زمستان‌های طولانی به داخل سربازها نقب بزنند.

## نمونه‌هایی از پشته‌های یخ‌رفتی

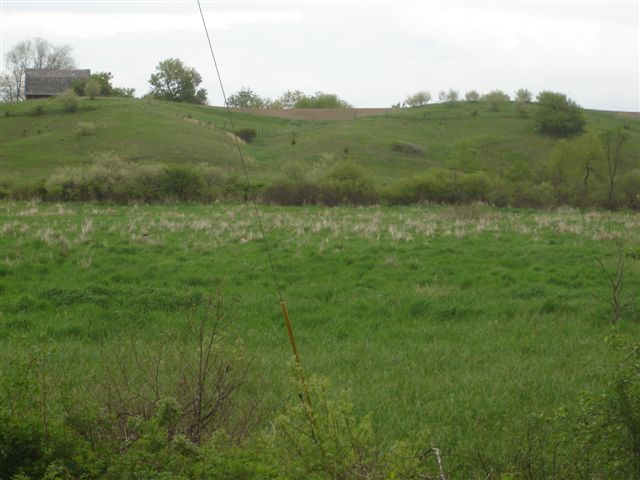
بخشی از میسون اسکر

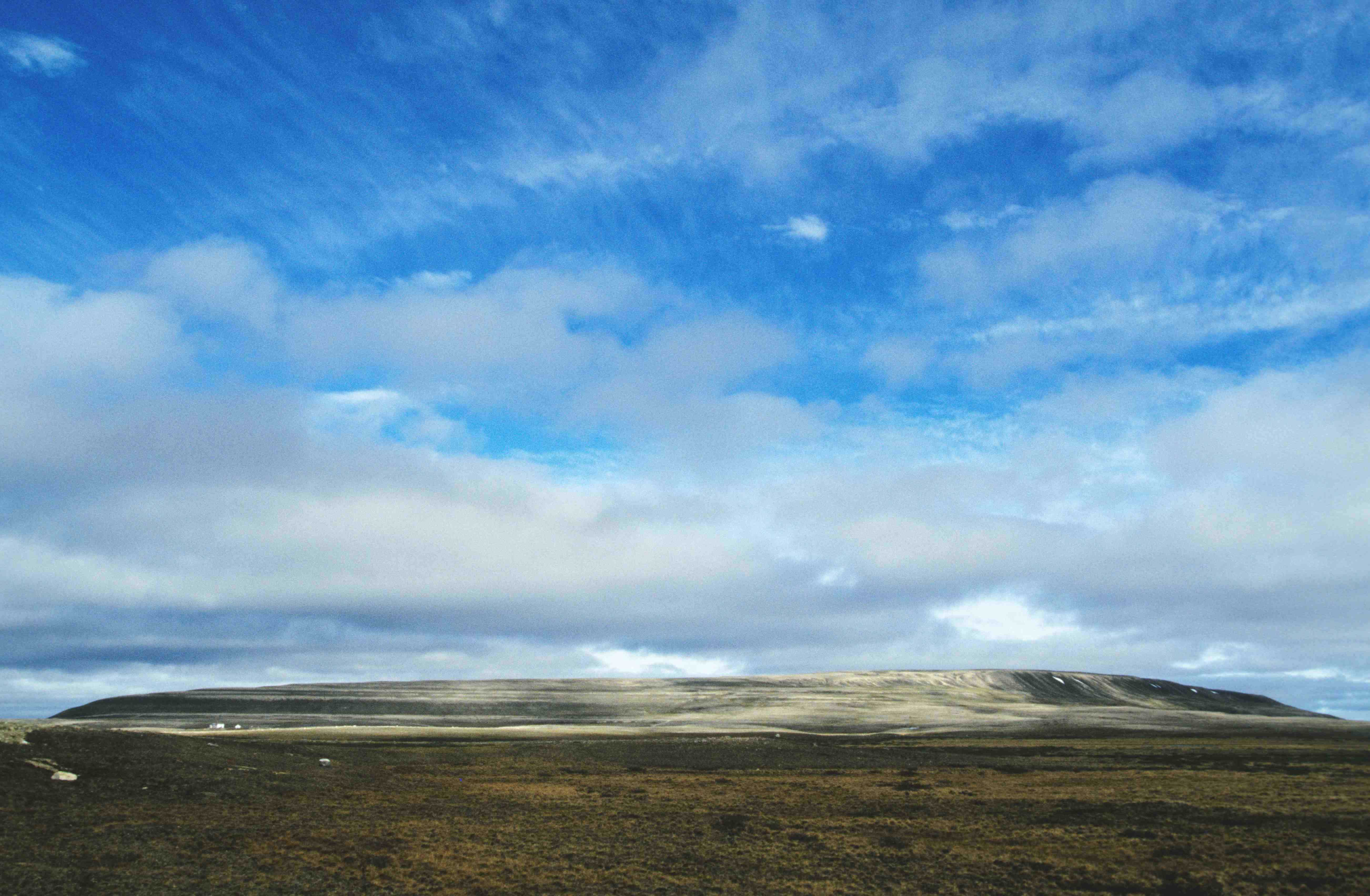
کوه پلی یا اوایوک

در سوئد اوپسالاسن ۲۵۰ کیلومتر (۱۶۰ مایل) امتداد دارد و از شهر اوپسالا می‌گذرد. پشته‌ یخ‌رفتی بادلونداسن برای بیش از ۳۰۰ کیلومتر (۱۹۰ مایل) حرکت می‌کند از Nyköping تا دریاچه Siljan. Pyynikki Esker پیسپالا در تامپره فنلاند بر روی یک اسکر بین دو دریاچه حک شده توسط یخچال‌های طبیعی قرار دارد. سایت مشابه Punkaharju در فنلاند Lakeland است.
روستای کمنای در آبردین شایر اسکاتلند دارای ۵ است کیلومتر پشته‌ یخ‌رفتیبه‌طور محلی به نام تپه‌های کمب. در برویکشر در جنوب شرقی اسکاتلند Bedshiel Kaims، یک ۳ نمونه ای به طول کیلومتر که تا ۱۵ متر ارتفاع دارد و میراث یک جریان یخی در دره توید است.

### آمریکای شمالی
پارک بزرگ اسکر در امتداد رودخانه بک در ویموث، ماساچوست قرار دارد و بالاترین مارنپه در آمریکای شمالی (۹۰) را در خود جای داده‌است. فوت).
بیش از ۱۰۰۰ سرباز در ایالت میشیگان، عمدتاً در جنوب مرکزی شبه جزیره پایین وجود دارد. طولانی‌ترین پشته‌ یخ‌رفتی در میشیگان، میسون اسکر به طول ۲۲ مایل است که از جنوب به جنوب شرقی از دیویت از طریق لنسینگ و هولت امتداد دارد و قبل از پایان در نزدیکی میسون.
شبکه‌های پشته‌یخ‌رفتی در ایالت مین ایالات متحده را می‌توان تا ۱۰۰ مایل ردیابی کرد. 
Thelon Esker 800 کیلومتر (۴۹۷ مایل) می‌دود و در مرز بین مناطق شمال غربی و نوناووت در کانادا قرار دارد.
گاهی اوقات برای صرفه جویی در هزینه‌ها جاده‌ها در امتداد سربازها ساخته می‌شوند. به عنوان مثال می‌توان به بزرگراه دنالی در آلاسکا، جاده ترانس تایگا در کبک، و بخش «ایرلاین» مسیر ۹ ایالت مین بین بنگر و کاله اشاره کرد. تعداد زیادی سرباز دراز در پارک ایالتی آدیرونداک در شمال ایالت نیویورک وجود دارد.